# Bad Salzuflen
Bad Salzuflen er en by i Tyskland i delstaten Nordrhein-Westfalen med omkring 55.000 indbyggere. Byen ligger i kreisen Lippe ved floden Werre.
Byen er kendt for saltvandet og de varme kilder som ligger her, og er en gammel by med mange historiske bygninger.

## Eksterne links
- Wikimedia Commons har flere filer relateret til Bad Salzuflen